# Karl Suter
Pour les articles homonymes, voir Suter.
Karl Suter, né le 23 avril 1926 à Zurich et mort le 31 décembre 1977  à Küsnacht, est un réalisateur suisse.

## Filmographie partielle
- 1959 : Der Mustergatte (en)
- 1960 : Der Herr mit der schwarzen Melone
- 1961 : Chikita (de)
- 1967 : Bonditis (de)